# Vasile D. Bogdan
Vasile D. Bogdan (n. 1875, Arpașul de Jos – d. secolul al XX-lea) a fost un deputat în Marea Adunare Națională de la Alba Iulia, organismul legislativ reprezentativ al „tuturor românilor din Transilvania, Banat și Țara Ungurească”, cel care a adoptat hotărârea privind Unirea Transilvaniei cu România, la 1 decembrie 1918.:p. 11

## Biografie
Vasile D. Bogdan s-a născut în comuna Arpașul de Jos pe 13 Octombrie 1875. A fost casier comunal între anii 1925-1943. Data decesului este incertă.

## Activitate politică
A participat la Marea Adunare Națională de la Alba Iulia din 1 Decembrie 1918, fiind delegat al circumscripției a 2-a Arpașul de Jos, județul Făgăraș și a fost ales membru al Marelui Sfat Național. Ulterior, a activat în funcția de primar comunal în comuna natală între anii 1918-1920.